# Giancarlo Giannini
Giancarlo Giannini (La Spezia, Liguria, Olaszország , 1942. augusztus 1. –) ötszörös David di Donatello-díjas olasz színpadi és filmszínész, több nyelven dolgozó szinkronszínész. Drámai szerepek széles skáláját játszotta munkásproletártól a maffiafőnökig, sikeres főszerepeket vitt olasz filmkomédiákban. Az olasz nyelv több dialektusát is jól tudta használni. A televízióban mint kiváló showman, énekes és táncos teljesített. René Mathis szerepében két James Bond-filmben is megjelent a Casino Royale-ban és A Quantum csendjében.

## Élete

### Származása, pályakezdése
Egy olasz tengerésztiszt fiaként született a liguriai La Spezia kikötőváros közelében. Gyermekkorát Nápolyban töltötte. Itt elektrotechnikusnak tanult az Alessandro Volta szakközépiskolában. Érettségi a római Accademia nazionale d’arte drammatica színiakadémián tanult, de még mielőtt befejezte volna, Beppe Menegatti rendező szerződtette a Szentivánéji álom színházi előadására. Nagyívű színpadi, filmes és televíziós karrier első lépését tette meg ezzel. Apró filmszerepekben debütált 1965-ben.

### Színészi pályája
Az 1970-es évek végéig olasz filmekben szerepelt, gyakran nívós filmalkotások főszerepeiben, neves színésztársakkal, befutott rendezőkkel. Sokat dolgozott Lina Wertmüller svájci–olasz rendezőnővel, aki a háború utáni olasz társadalom problémáiról forgatott ironikus, társadalombíráló filmeket. Nemzetközi figyelmet keltett Wertmüller „Swept Away” (hosszú olasz címén: „Travolti da un insolito destino nell’azzurro mare d’agosto” (1974) című filmjében, ahol egy gazdag úriasszony (Mariangela Melato) és proletár szolgája (Giannini) között elfojtott szenvedélyek törnek ki, egy Földközi-tengeri hajótörés által előidézett elszigeteltségben, erős szado-mazochisztikus jelenetekben. Nagyot alakított még Wertmüller „Pasqualino Settebellezze” (Hétszépség, 1975) című tragikomédiájában, ahol a becsület minden áron való megvédésének parancsát mutatja be, a 19. századi Nápolyban játszódó történetben.
Szerepelt Luchino Visconti utolsó filmjében, az 1976-os Az ártatlanban, ahol a főszereplő önző és rátarti arisztokratát játszotta. Jelentős főszerepei közé számít az 1965-ös Copperfield Dávid is. 1986-ban, életében először és utoljára megpróbálkozott a filmrendezéssel is, a Ternosecco című rövidfilmet Wertmüller groteszk stílusában forgatta. Megjelent habkönnyű szexkomédiákban is, így pl. 1988-ban Tinto Brass Budapesten forgatott erotikus filmjében, a Snack Bar Budapest-ben, Valentine Demy pornósztár és Philippe Léotard francia színész társaságában.
Az 1990-es években főleg szinkron-munkákkal foglalkozott és külföldi forgatásokon szerepelt. Dolgozott Rainer Werner Fassbinderrel, Rick Rosenthallal és Douglas Hickox-szal. A nemzetközi filmgyártás felkapta, nagyszámú külföldi forgatáson, nemzetközi koprodukcióban vett részt. 2001-ben Pazzi felügyelőként szerepelt Ridley Scott rendező Hannibal című horrorjában, majd 2004-ben Ridley öccsének, Tony Scott rendezőnek A tűzben edzett férfi című filmjében. A nézők ifjabb generációja két James Bond-filmben ismerhette meg Gianninit, mint René Mathis francia titkosügynököt: a 2006-os Casino Royale-ban és a 2008-as A Quantum csendjében, nemzetközi sztárcsapat tagjaként, Daniel Craig és Judi Dench mellett. Mintegy 140 filmben szerepelt. A 2000-es évek végétől Giannini rendszeresen megjelenik a televíziós show-műsorokban is.

### Magánélete
1967-ben feleségül vette Livia Giampalmo (*1941) olasz rendező-forgatókönyvírónőt. Két közös gyermekük született, Lorenzo (1967–1987), aki fiatalon meghalt, és Adriano (*1971), aki később szintén színésznek állt. A házaspár 1975-ben elvált.
1983-ban Giannini újranősült, Eurilla del Bono (*1950) olasz színésznőt vette feleségül, akivel jelenleg (2020)  is együtt él. A második házasságból is két gyermeke született.

## Főbb filmszerepei
- 1965: Libido; Christian (John Charlie Johns néven)
- 1965: Copperfield Dávid, tévésorozat; Copperfield Dávid
- 1966: Rita, a szúnyog (Rita la zanzara); Paolo Randi
- 1966: Torokszakadtából (Lo squarciagola), tévéfilm; Dingo
- 1967: Ne ingereljétek a mamát! (Non stuzzicate la zanzara); Paolo Randi
- 1968: Lo sbarco di Anzio; Cellini közkatona
- 1969: Santa Vittoria titka (The Secret of Santa Vittoria); Fabio
- 1969: Féltékenységi dráma (Dramma della gelosia); Nello Serafini
- 1971: La tarantola dal ventre nero; Tellini rendőrfelügyelő
- 1972: A sors keze (Ettore lo fusto); Ulisse
- 1972: Mimi, a becsületében sértett vasmunkás (Mimì metallurgico ferito nell’onore); Carmelo „Mimí”  Mardocheo
- 1972: A nyugalom első éjszakája (La prima notte di quiete); Giorgio „Spider” Mosca
- 1973: Az anarchia és a szerelem filmje (Film d’amore e d'anarchia); Antonio „Tunin” Soffiantini
- 1973: Paolo szerelmei (Paolo il caldo); Paolo Castorini
- 1974: Swept Away (Travolti da un insolito destino nell’azzurro mare d’agosto); Gennarino Carunchio
- 1975: Éjfélkor indul útjára a gyönyör (A mezzanotte va la ronda del piacere); Gino Benacio
- 1975: Pasqualino Settebellezze (Sieben Schönheiten); Pasqualino Frafuso
- 1976: Az ártatlan (L’innocente); Tullio Hermil
- 1978: Világvége közös ágyunkban (La fine del mondo nel nostro solito letto…); Paolo
- 1978: Véres föld (Fatto di sangue fra due uomini…); Nicola „Nick” Sanmichele
- 1979: Utazás Anitával (Viaggio con Anita); Guido Massacesi
- 1981: Lili Marleen; Robert
- 1984: Picone küldött (Mi manda Picone); Salvatore Cannavacciuolo
- 1984: A nagy álmodozó (American Dreamer); Victor Marchand
- 1985: Jackpot (Fever Pitch); Charley
- 1986: Üdvözítő kegyelem (Saving Grace); Abalardi
- 1987: Furfangos gályarabok (I picari); Guzman
- 1988: Snack Bar Budapest olasz–magyar komédia; ügyvéd
- 1989: New York-i történetek (New York Stories); „Life without Zoe” c. rész; Claudio
- 1989: Vörös vér (Blood Red); Sebastian Collogero
- 1989: A hóbortos nagybácsi (Lo zio indegno); Riccardo
- 1989: Vágyálom (Brown Bread Sandwiches); Alberto
- 1990: Nem zavarok tovább (Tolgo il disturbo); mérges ügyfél a bankban
- 1990: Rózsakert (Nel giardino delle rose); Tramontano
- 1991: Családi élet (Vita coi figli), tévéfilm; Adriano Setti
- 1992: Volt egyszer egy gyilkosság (Once Upon a Crime…); Bonnard felügyelő
- 1993: Giovanni Falcone; Paolo Borsellino
- 1994: Mint két krokodil (Come due coccodrilli); Pietro Fraschini
- 1994: Jákob (Jacob), tévéfilm; Lábán
- 1995: Pár lépés a mennyország (A Walk in the Clouds); Alberto Aragon
- 1995: Palermo – Milánó, egyszeri utazás (Palermo Milano solo andata); Turi Leofonte
- 1996: Celluloid (Celluloide); Sergio Amidei
- 1996: Vonzások és választások (Le affinità elettive); narrátor hangja
- 1996: A határ (La frontiera); Von Zirkenitz
- 1996: A nőstényfarkas (La lupa); Angiolino atya
- 1996: Garcia Lorca eltűnése (The Disappearance of Garcia Lorca); Taxi
- 1996: A kert túloldalán (Más allá del jardín); Bernardo
- 1997: Mimic – A júdás faj (Mimic); Manny
- 1997: Mennyország és pokol között (Heaven Before I Die); tolvaj
- 1998: Második esély (Ritornare a volare), tévéfilm; Giulio
- 1998: A sorsdöntő gól (Cuori in campo), tévéfilm; Carlo
- 1998: A vacsora (La cena); professzor
- 2000: Egy éjszaka Sabrinával (Una noche con Sabrina Love); Leonardo
- 2000: Dűne (Dune), minisorozat; Shaddam Corrino padisah császár
- 2001: Hannibal; Pazzi rendőrfelügyelő
- 2001: Francesca és Nunziata (Francesca e Nunziata), tévéfilm, Giordano Montorsi
- 2001: Játssz a tűzzel! (The Whole Shebang); Pop Bazinni
- 2002: Joshua, tévéfilm; a pápa
- 2003: Darkness - A rettegés háza (Darkness); Albert Rua
- 2002: Dracula (Dracula’s curse), olasz–magyar tévésorozat; Dr. Enrico Valenzi
- 2002: Az egyiptomi tanács (Il consiglio d’Egitto); narrátor hangja
- 2003: Máshol jár a szív (Il cuore altrove); Cesare
- 2003: Túlélők háza (My House in Umbria), tévéfilm; Girotti rendőrfelügyelő
- 2003: Az Aldo Moro-ügy (Piazza delle cinque lune); Branco
- 2004: A tűzben edzett férfi (Man on Fire); Miguel Manzano
- 2004: Tizenhárman az asztalnál (13dici a tavola); idős Giulio
- 2004: Milánó öt napja (Le cinque giornate di Milano), tévéfilm; Carlo Cattaneo
- 2005: Raul – A gyilkolás joga (Raul – Diritto di uccidere); Giudice Porfirio
- 2005: Árnyak toszkán verőfényben (The Shadow Dancer); Moretti atya
- 2006: A fehér lovag (Tirante el Blanco); császár
- 2005: Tisztelet kérdése (L’onore e il rispetto), tévé-minisorozat; Pippo O’Calabrese
- 2006: Casino Royale; René Mathis
- 2007: A tábornok halála (Il generale Dalla Chiesa), tévé-minisorozat; Carlo Alberto Dalla Chiesa
- 2008: Vér és rózsa (Il sangue e la rosa), tévé-minisorozat; Cardinale Rospigliosi
- 2008: A Quantum csendje (Quantum of Solace); René Mathis
- 2009: Visszatérek hozzád (So che ritornerai); Borghi ügyvéd
- 2010: Omamamia; Lorenzo
- 2019: A 22-es csapdája (Catch-22), tévé-minisorozat; Marcello

## További információ
- Giancarlo Giannini a PORT.hu-n (magyarul)
- Giancarlo Giannini az Internetes Szinkronadatbázisban (magyarul)
- Giancarlo Giannini az Internet Movie Database-ben (angolul)
- Giancarlo Giannini a Rotten Tomatoeson (angolul)
- Giancarlo Giannini az AlloCiné weboldalán (franciául)
- Giancarlo Giannini Profile. famousfix.com. (Hozzáférés: 2023. január 18.)